# Dolzago
Dolzago là một đô thị trong tỉnh Lecco, trong vùng Lombardia của Ý, cự ly khoảng 35 km về phía đông bắc của Milan và khoảng 11 km về phía tây nam của Lecco. Tại thời điểm ngày 31 tháng 12 năm 2004, đô thị này có dân số 2.126 người và diện tích là 2,2 km².
Dolzago giáp các đô thị: Barzago, Castello di Brianza, Colle Brianza, Ello, Oggiono, Sirone.